# Suffisant
Suffisant – dzielnica (wijk) miasta Willemstad oraz osada (buurt), w dystrykcie Willemstad, w kraju autonomicznym Curaçao, należącym do Holandii, w Ameryce Południowej. 20 października 2023 r. liczyła 3459 mieszkańców.  

## Osady
W skład dzielnicy wchodzi siedem osad (buurt):
| Lp. | Nazwa                       | Powierzchnia km² | Liczba mieszkańców |
| --- | --------------------------- | ---------------- | ------------------ |
| 1.  | Bloemfontein                | 0,12             | 165                |
| 2.  | Monte Carmelo               | 0,12             | 432                |
| 3.  | Muizenberg Bieu             | 0,39             | 350                |
| 4.  | Quinta Violeta              | 0,15             | 378                |
| 5.  | San Domingo bij Rio Canario | 0,13             | 195                |
| 6.  | Suffisant                   | 0,67             | 1856               |
| 7.  | Weis Afo                    | 0,12             | 807                |